# 崔遠 (唐朝)
崔遠（9世纪—905年7月5日（天祐二年六月戊子）），字昌之，出自博陵崔氏的博陵第二房，在唐昭宗、唐哀帝年間兩度擔任宰相，唯《舊唐書》、《新唐書》皆無其傳記。
崔遠祖上是北魏官員崔楷，祖父崔璵是唐武宗宰相崔珙的弟弟；父親則是吏部侍郎崔澹；崔遠曾封博陵縣開國男，官翰林學士承旨、銀青光祿大夫、行尚書、兵部侍郎、知制誥、上柱國。乾寧三年（896年）九月，朝廷同時任命他和武安軍節度使崔胤為同中書門下平章事，首次擔任宰相；次年（897年）判戶部、出任兵部尚書和中書侍郎；光化元年（897年）兼任工部尚書，之後於光化三年（900年）兼任吏部尚書。擔任宰相期間，其爵位由開國男升為開國公。
同年九月，他被罷為兵部尚書到天復四年（904年）正月，唐昭宗再次起用他為宰相、擔任中書侍郎、同平章事和集賢殿大學士；閏四月改天祐時再次兼官兵部尚書。八月，朱全忠派人殺死唐昭宗，其子唐哀帝李柷即位，他隨即在次年（905年）三月罷為尚書右僕射，之後被貶為萊州刺史，再貶為白州司戶，赴任途中被朱全忠派人在滑州白馬驛殺害，为白马驿之祸众多受害人之一。
| 前任： 裴枢 | 唐朝尚书右仆射 905年 | 繼任： 唐朝灭亡 |

## 引用
1. 1 2  《新唐書·卷十·本紀第十·昭宗、哀帝》：（天祐二年六月）戊子，朱全忠殺裴樞及靜海軍節度使獨孤損、左僕射崔遠、吏部尚書陸扆、工部尚書王溥、司空致仕裴贄、檢校司空兼太子太保致仕趙崇、兵部侍郎王贊。
2. 1 2  《新唐書·卷七十二下·表第十二下·宰相世系表二下》：楷字季則，後魏殷州刺史、後將軍。……珙，相武宗。……璵字朗士，河中節度使。……澹字知止，吏部侍郎。……遠字昌之，相昭宗。
3. ↑  《全唐文·卷九十·授崔胤崔遠平章事制》：……翰林學士承旨銀青光祿大夫行尚書兵部侍郎知制誥上柱國博陵縣開國男食邑三百戶崔遠……遠可守本官同中書門下平章事判戶部，散官勳封如故
4. ↑  《新唐書·卷十·本紀第十·昭宗、哀帝》：（乾寧三年）九月乙未，武安軍節度使崔胤為中書侍郎，翰林學士承旨、戶部侍郎崔遠：同中書門下平章事。
5. ↑  《新唐書·卷六十三·表第三·宰相下》：（乾寧四年）三月，遠判戶部。四月，遠為兵部尚書。六月乙巳，遠為中書侍郎，胤兼戶部尚書。
6. ↑  《新唐書·卷六十三·表第三·宰相下》：（光化元年）正月，摶為尚書右僕射兼門下侍郎，胤兼吏部尚書，遠兼工部尚書。
7. ↑  《新唐書·卷六十三·表第三·宰相下》：（光化三年）四月，遠兼吏部尚書。
8. 1 2  《舊唐書·卷二十上·本紀第二十上·昭宗》：（光化三年九月）丙午，制光祿大夫、中書侍郎、兼吏部尚書、同平章事、充集賢殿大學士、判戶部事、博陵郡開國公、食邑二千戶崔遠罷知政事，守本官。
9. ↑  《新唐書·卷六十三·表第三·宰相下》：（光化三年九月）丙午，遠罷為兵部尚書。
10. ↑  《舊唐書·卷二十上·本紀第二十上·昭宗》：（天復四年正月）己亥，制以兵部尚書崔遠為中書侍郎、同平章事、集賢殿大學士。
11. ↑  《新唐書·卷六十三·表第三·宰相下》：（天祐元年）閏四月乙卯，損為門下侍郎兼戶部尚書，遠兼兵部尚書，樞為尚書右僕射。
12. ↑  《新唐書·卷十·本紀第十·昭宗、哀帝》：（天祐二年三月）甲申，崔遠罷。
13. ↑  《舊唐書·卷二十下·本紀第二十下·哀帝》：（天祐二年三月甲申）以光祿大夫、中書侍郎、同平章事、集賢殿大學士、上柱國、博陵郡開國公、食邑一千五百戶崔遠可守尚書右僕射。
14. ↑  《舊唐書·卷二十下·本紀第二十下·哀帝》：（天祐二年五月）辛巳，敕責授登州刺史裴樞可隴州司戶，責授棣州刺史獨孤損可瓊州司戶，責授萊州刺史崔遠可白州司戶。
15. ↑  《舊唐書·卷一百七十九·列傳第一百二十九》：明年（天祐二年）正月，（陸扆）責授濮州司戶，與裴樞、崔遠、獨孤損等被害於滑州白馬驛……